# Mon histoire
Mon histoire (俺物語!!, Ore monogatari!!) est un shōjo manga scénarisé par Kazune Kawahara et dessiné par Aruko. Il est prépublié entre décembre 2011 et juillet 2016 dans le magazine Bessatsu Margaret et publié en treize volumes reliés entre mars 2012 et septembre 2016. La version française est éditée par Kana entre avril 2014 et décembre 2017.
Une adaptation en anime produite par le studio Madhouse est diffusée entre avril et septembre 2015 sur NTV au Japon et en simulcast sur Crunchyroll dans les pays francophones. Une adaptation en film live réalisée par Hayato Kawai est sortie le 31 octobre 2015 au Japon. Deux romans sont également édités en mars et octobre 2013.

## Synopsis
Takeo Gōda et Makoto Sunakawa sont amis d'enfance, malgré leur grande différence sur le plan physique et psychologique. Le premier dissimule une grande sensibilité derrière un corps imposant et tombe facilement amoureux sans succès car toutes les filles qu'il a aimé ont préféré son ami, tandis que le second est d'une grande beauté mais reste indifférent face aux passions qu'il déchaîne. Un jour, Takeo intervient dans le métro pour protéger une jeune fille, Rinko Yamato, des attouchements d'un pervers. Celle-ci multiplie les gestes de gratitude à son encontre mais fait preuve d'un certain embarras en sa présence, que Takeo attribue au fait qu'elle aussi soit certainement tombée amoureuse de Makoto. Cependant, il semblerait que, cette fois-ci, ce soit Takeo qui soit l'objet du coup de foudre...

## Personnages
Takeo Gōda (剛田 猛男, Gōda Takeo)
Personnage principal de l'histoire. Il est très grand, très fort et très bon dans beaucoup de sport mais son visage n'est pas à son avantage et lui donne un air de gorille. Son apparence est la cause de beaucoup de moqueries qui repousse les filles desquelles il tombe amoureux. Un jour, sur le trajet de son école, il va au secours d'une jeune fille se faisant toucher par un pervers. À la suite de cet acte, elle décidera de rencontrer Takeo à plusieurs reprises pour le remercier et devenir sa première petite amie.
Rinko Yamato (大和 凛子, Yamato Rinko)
C'est la jeune fille qui est sauvée du pervers à la suite de l'intervention de Takeo. À la suite de cet acte, elle aura le coup de foudre pour ce dernier. Elle remerciera son sauveur avec de la pâtisserie maison mais elle fera en sorte de le revoir dans les jours suivants. Elle se mettra en couple avec Takeo et partagera plein de bons moments avec lui.
Makoto Sunakawa (砂川 誠, Sunakawa Makoto)
C'est le meilleur ami de Takéo. Ils se connaissent depuis la maternelle et vivent l'un à côté de l'autre. Il incarne la beauté, la classe et l'intelligence contrairement à Takeo. Toutes les filles craquent pour lui mais lui ça ne l’intéresse pas de se mettre en couple. Son rôle majeur sera d'aider Takeo dans sa nouvelle relation avec Rinko.
Ai Sunakawa (砂川 愛, Sunakawa Ai)
C'est la grande sœur de Makoto. Elle est à la fac et revient régulièrement à la maison. On apprend qu'elle est amoureuse de Takeo depuis petite après que ce dernier lui est fait le compliment de ressembler à une jolie fleur blanche. Elle aidera pour la mise en couple de Takeo et Rinko malgré ses sentiments.
Kurihara (栗原, Kurihara)
Ami de Takéo et Makoto. Il est dans la même classe que ces deux derniers. Il sortira avec Nanako lors de Noël.
Saijō (西城, Saijō)
Elle est amoureuse de Takeo et rendra Rinko jalouse.
Nanako (奈々子, Nanako)
Ayu (アユ, Ayu)

## Manga

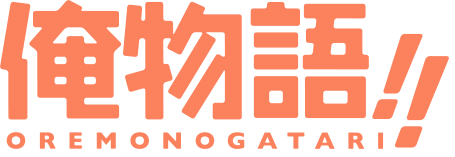
Logo japonais du manga et de l'anime.

Le manga Mon histoire a débuté en tant qu'histoire complète parue le 1er octobre 2011 dans le magazine Bessatsu Margaret Sister. À la suite du bon accueil reçu par ce one shot, la série débute le 9 décembre 2011 dans le magazine Bessatsu Margaret,. Le premier volume relié est publié par Shūeisha le 23 mars 2012. Le dernier chapitre de 100 pages est publié le 13 juillet 2016.
La version française est éditée par Kana entre avril 2014 et décembre 2017.

### Liste des volumes
| no | Japonais          | Japonais          | Français          | Français          |
| no | Date de sortie    | ISBN              | Date de sortie    | ISBN              |
| -- | ----------------- | ----------------- | ----------------- | ----------------- |
| 1  | 23 mars 2012      | 978-4-08-846756-6 | 18 avril 2014     | 978-2-5050-6089-5 |
| 2  | 24 août 2012      | 978-4-08-846817-4 | 18 avril 2014     | 978-2-5050-6090-1 |
| 3  | 25 février 2013   | 978-4-08-846896-9 | 4 juillet 2014    | 978-2-5050-6091-8 |
| 4  | 23 août 2013      | 978-4-08-845086-5 | 24 octobre 2014   | 978-2-5050-6092-5 |
| 5  | 25 février 2014   | 978-4-08-845169-5 | 30 janvier 2015   | 978-2-5050-6177-9 |
| 6  | 13 juin 2014      | 978-4-08-845229-6 | 17 avril 2015     | 978-2-5050-6225-7 |
| 7  | 13 novembre 2014  | 978-4-08-845295-1 | 3 juillet 2015    | 978-2-5050-6239-4 |
| 8  | 25 mars 2015      | 978-4-08-845362-0 | 16 octobre 2015   | 978-2-5050-6240-0 |
| 9  | 25 juin 2015      | 978-4-08-845401-6 | 5 février 2015    | 978-2-5050-6551-7 |
| 10 | 13 octobre 2015   | 978-4-08-845465-8 | 20 mai 2016       | 978-2-5050-6576-0 |
| 11 | 25 février 2016   | 978-4-08-845526-6 | 2 décembre 2016   | 978-2-5050-6742-9 |
| 12 | 25 mai 2016       | 978-4-08-845578-5 | 5 mai 2017        | 978-2-5050-6857-0 |
| 13 | 23 septembre 2016 | 978-4-08-845638-6 | 1er décembre 2017 | 978-2-5050-6858-7 |

## Anime
L'adaptation en série télévisée d'animation est annoncée en novembre 2014 dans le magazine Bessatsu Margaret. Celle-ci est produite au sein du studio Madhouse avec une réalisation de Morio Asaka, un chara design de Kunihiko Hamada et un scénario de Natsuko Takahashi,. Elle est diffusée initialement à partir du 8 avril 2015 sur la chaîne NTV au Japon et en simulcast sur Crunchyroll dans les pays francophones.

## Film Live-Action
L'adaptation en film Live action est annoncée en mai 2015 dans le magazine Bessatsu Margaret. Le film, réalisé par Hayato Kawai sur un scénario d'Akito Nogi, est sorti le 31 octobre 2015 au Japon.

## Distinctions

### Récompenses
- 2013 : Prix du manga Kōdansha, catégorie Shōjo[14]
- 2015 : Prix Shōgakukan, catégorie Shōjo

### Nominations
- 2013 : Prix Manga Taishō[15]
- 2014 : Prix culturel Osamu Tezuka, catégorie « Prix des lecteurs »[16]

### Édition japonaise
Shūeisha
1. 1 2  (ja) « Tome 1 ».
2. 1 2  (ja) « Tome 2 ».
3. 1 2  (ja) « Tome 3 ».
4. 1 2  (ja) « Tome 4 ».
5. 1 2  (ja) « Tome 5 ».
6. 1 2  (ja) « Tome 6 ».
7. 1 2  (ja) « Tome 7 ».
8. 1 2  (ja) « Tome 8 ».
9. 1 2  (ja) « Tome 9 ».
10. 1 2  (ja) « Tome 10 ».
11. 1 2  (ja) « Tome 11 ».
12. 1 2  (ja) « Tome 12 ».
13. 1 2  (ja) « Tome 13 ».

### Édition française
Kana
1. 1 2  (fr) « Tome 1 ».
2. 1 2  (fr) « Tome 2 ».
3. 1 2  (fr) « Tome 3 ».
4. 1 2  (fr) « Tome 4 ».
5. 1 2  (fr) « Tome 5 ».
6. 1 2  (fr) « Tome 6 ».
7. 1 2  (fr) « Tome 7 ».
8. 1 2  (fr) « Tome 8 ».
9. 1 2  (fr) « Tome 9 ».
10. 1 2  (fr) « Tome 10 ».
11. 1 2  (fr) « Tome 11 ».
12. 1 2  (fr) « Tome 12 ».
13. 1 2  (fr) « Tome 13 ».